# Риб'яча історія Аліси
«Риб'яча історія Аліси» (англ. Alice's Fishy Story) — американський анімаційний короткометражний фільм із серії «Комедії Аліси», що вийшов 1 червня 1924 року.

## Головні персонажі
- Аліса
- Юлій

## Інформаційні дані
- Аніматори[1]:
- Оператор[1]:
- Живі актори[1]:
- Тип анімації: об'єднання реальної дії та стандартної анімації
- Виробничий код: AC-05[2]